# 1391年
| 千纪： | 2千纪 |
| 世纪： | 13世纪 \| 14世纪 \| 15世纪                                                                                 |
| 年代： | 1360年代 \| 1370年代 \| 1380年代 \| 1390年代 \| 1400年代 \| 1410年代 \| 1420年代                           |
| 年份： | 1386年 \| 1387年 \| 1388年 \| 1389年 \| 1390年 \| 1391年 \| 1392年 \| 1393年 \| 1394年 \| 1395年 \| 1396年 |
| 纪年： | 辛未年（羊年）；明洪武二十四年；越南光泰四年；日本南朝元中八年，北朝明德二年                               |

## 大事记
- 中国
  - 明太祖因哈密阻遏西域朝贡使者，发兵攻破哈密。
  - 明太祖派遣太子朱標考察關中地區，為遷都西安作準備，但第二年朱標病逝，加上朱元璋年事已高，令其不願再勞師動眾地更換京師。
- 韃靼
  - 卓里克圖汗也速迭兒逝世，其子恩克汗繼任大汗之位。
- 緬甸
  - 阿瓦王朝明基蘇瓦紹蓋與勃固王朝亞扎底律簽署休戰協定，這份協定持續到了1404年。
- 欧洲
  - 条顿骑士团在摩里亚战役中失败，被逐出摩里亚半岛。
  - 在西班牙的許多城市出現反猶運動和屠殺猶太人的事件。
- 日本
  - 明德之亂，山名氏清和山名滿幸發動反對室町幕府之動亂，結果以山名氏清的戰死和山名氏的衰落告終。

## 出生
- 根敦朱巴，西藏一世达赖（1474年去世，17岁）
- 佩茲柯里，考古學之父（1453年逝世，62岁）

## 逝世
- 约翰五世，拜占庭皇帝（1332年出生，69岁）
- 卓里克圖汗也速迭兒，第18代蒙古大汗，也是大元国號停用後第一位可汗。
- 明升，中国元末明初明夏政权末代皇帝。